# Pavonia ionthacarpa
Pavonia ionthacarpa är en malvaväxtart som beskrevs av A. Krapovickas. Pavonia ionthacarpa ingår i släktet påfågelsmalvor, och familjen malvaväxter. Inga underarter finns listade i Catalogue of Life.